# Bayern-Kaserne
Die Bayern-Kaserne war eine militärische Liegenschaft in München-Freimann, die im Zuge der Aufrüstung der Wehrmacht zwischen 1936 und 1938 als General-Wever-Kaserne für die Luftwaffe errichtet wurde. Die Kaserne wurde an die Landeshauptstadt München verkauft, danach diente sie als Erstaufnahmeeinrichtung für Flüchtlinge und als temporäre Übernachtungsmöglichkeit für obdachlose Menschen.

## Geschichte
Bis 1945 waren auf dem Gelände Flakeinheiten der Luftwaffe der Wehrmacht untergebracht. Nach dem Ende des Zweiten Weltkriegs wurde das Areal von der US Army übernommen. Die Kaserne erhielt zu Ehren des 1944 bei Luchem gefallenen Soldaten Robert T. Henry den Namen Henry-Kaserne. In den 1960er Jahren waren dort Einheiten der 24th Infantry Division (Mechanized) der 7. US-Armee stationiert. 1968 räumten die Amerikaner die Kaserne. Ab der Übernahme durch die Bundeswehr am 9. Oktober 1969 führte sie den heutigen Namen.
Stationiert waren in der Anlage bis Anfang der 1990er Jahre unterstellte Truppenteile des damaligen Wehrbereichskommandos VI:
- die 1. und 3. Kompanie des Feldjägerbataillons 760 (1./ und 3./FJgBtl 760),
- die Fernmeldekompanie 760 (FmKp 760),
- die Nachschubkompanie 760 (NschKp 760),
- die Instandsetzungskompanie 760 (InstKp 760) und
- die Ausbildungskompanie Stabsdienst / Militärkraftfahrer 852 (AusbKp StDst/MKF 852)
- das Flugabwehrbataillon 210 (FlaBtl 210) (Aufstellung 1. April 1973 bis Auflösung 1981; Bofors L/70 40 mm Flak)

Außerdem waren von der Heimatschutzbrigade 56
- das Panzergrenadierbataillon 561 (PzGrenBtl 561) und
- das Panzerartilleriebataillon 565 (PzArtBtl 565) sowie
- die Nachschubkompanie 560 (NschKp 560) und
- die Instandsetzungskompanie 560 (InstKp 560)

In der Kaserne waren bis 1992 die Fachausbildungskompanie München (FachAusbKp MCH) sowie von 1990 bis 1994 das Pionierlehrbataillon (PiLehrBtl) 220 und von der Heimatschutzbrigade 66 das Jägerbataillon 661, eine Geräteeinheit beheimatet.
Für die Ausbildung von Militärkraftfahrern gab es in der Liegenschaft die Fahrschulgruppe München 6, die sanitätsdienstliche Versorgung erfolgte im Sanitätsbereich 65/20, in dem auch eine Zahnarztgruppe untergebracht war.
1994 bezog das aus der 1. Gebirgsdivision und dem ehemaligen Wehrbereichskommando VI zusammengelegte Wehrbereichskommando VI / 1. Gebirgsdivision die Kaserne, das 2001 im Wehrbereichskommando IV – Süddeutschland aufging. Ebenso waren das Landeskommando Bayern (LKdoBY), das katholische und evangelische Militärdekanat und die Bundeswehrfachschule-/Zivile Aus- und Weiterbildungsbetreuungsstelle B München (BwFachS-/ZAW-BeSt B MCH) in der Kaserne stationiert. Letztere ist seit 2006 die Nachfolgeinstitution der bis 2005 in der Luitpoldkaserne und im Anschluss in der Bayern-Kaserne untergebrachten Ausbildungskompanie Fach-/Fachschulausbildung München. Diese entstand wiederum 1992 aus der Verschmelzung der Fachausbildungskompanie München mit der Fachschulkompanie München.
2019 wurden zahlreiche Relikte des Zweiten Weltkrieges auf dem Gelände gefunden, u. a. drei Gestelle von Flugabwehrkanonen, 208 Flak-Granaten des Kalibers 10,5 sowie eine Brunsviga Rechenmaschine.

## Lage und Besitzverhältnisse
Das Kasernenareal umfasst eine Fläche von 48 Hektar und liegt im Münchner Norden (Stadtteil Freimann) südlich der Heidemannstraße am Euro-Industriepark.
Teile der Liegenschaft waren bereits vermietet, bevor das Areal Ende 2007 durch die BwConsulting GmbH an die Stadt München veräußert wurde. Die letzten militärischen Einrichtungen haben bis Ende 2011 das Areal verlassen.

## Nichtmilitärische Nutzung
Nach Abzug des Militärs wurden in der Bayern-Kaserne unbegleitete minderjährige Flüchtlinge untergebracht. Die Wohnverhältnisse waren prekär, 145 Jugendliche aus verschiedenen Ländern lebten auf engem Raum zusammen. Sie erhielten zu jener Zeit nur eine minimale sozialpädagogische Betreuung und es kam häufig zu Auseinandersetzungen mit dem Wachpersonal. 2014 waren neben den unbegleiteten minderjährigen Flüchtlingen in zwei Häusern auch noch 1.900 Erwachsene untergebracht.
In den Wintermonaten wurde in der Bayernkaserne von der Stadt München eine Kälteschutzeinrichtung für Münchner Obdachlose eingerichtet. Ab 2018 wurden die obdachlosen Menschen, die unter den Isarbrücken und der Reichenbachbrücke wohnen, immer wieder durch Aktionen der Stadt vertrieben. Sie wehrten sich gegen eine Unterbringung in der Bayernkaserne mit Verweis auf die starke Reglementierung und Angst vor Gewalt und Diebstahl dort.

## Neuer Stadtteil
Ende 2018 wurde der Bebauungsplan für den neuen Stadtteil auf dem Gelände der Bayernkaserne vom Stadtrat verabschiedet. 2022 bekam der neue Stadtteil den Namen „Neufreimann“. Auf 60 Hektar sollen 5500 Wohnungen für 15.000 Menschen, sowie das Gymnasium Neufreimann entstehen. In der ersten Bauphase bis 2026 die ersten 1450 Wohnungen und der Rest in weiteren Bauphasen bis 2030. 50 Hektar befinden sich in städtischem Besitz, auf denen zu 60 % geförderte Mietwohnungen und zu 40 % preisgedämpfte Wohnungen entstehen sollen. Die Flächen werden nur noch in Erbbaurecht vergeben. Damit erfolgt eine Abkehr vom „München Modell Eigentum“ hin zur „neue Münchner Mischung für städtische Flächen“.
Der Bebauungsplan orientiert sich an Gründerzeitquartieren wie Schwabing und der Maxvorstadt. Kenngröße für die Dichte eines Quartiers ist die Geschossflächenzahl (GFZ), das Verhältnis der gebauten Geschossfläche zur Grundstücksfläche. In der Bayernkaserne soll die GFZ 3,0 betragen, wie etwa in Schwabing-West. Als „urbanes Gebiet“ wird in der Bayernkaserne eine bessere Mischung von Wohnungen, Läden und Büros angestrebt. Der Gestaltungsleitfaden orientiert sich an der klassischen europäischen Stadt, modern mit Naturstein und Putz.
Die Architekturbüros Max Dudler und Hilmer/Sattler sowie die Freiflächenplaner von AGS Garten und Mahl Gebhardt haben eine Blockbebauung mit Grünflächen in den Höfen geplant. Es wird kein zentrales Einkaufszentrum geben. Im Inneren bleibt der neue Stadtteil autofrei. Eine Ringstraße mit diagonaler Querung und ein „Grünboulevard“ gliedern den Stadtteil. In drei der städtischen Gebäude werden Kitas integriert, in das vierte ein Familienzentrum und ein interimsmäßiger Nachbarschaftstreff.
Die Tram 23 wird von der Parkstadt Schwabing über die Bayernkaserne bis zur U-Bahnstation Kieferngarten samt Rad- und Gehweg verlängert. Eine neue Schnellbusverbindung geht vom U-Bahnhof Am Hart bis zur U-Bahnstation Kieferngarten.

## Neubau: Baufeldfreimachung und Material-Recycling
Auf dem Gelände der ehemaligen Bayernkaserne werden neue Arten des Baustoff-Recyclings entwickelt. Die RC-Produkte finden ihren Einsatz u. a. bei der Errichtung des neuen Stadtquartiers. Der Rohstofflager Stadt e. V. engagiert sich für die Umsetzung der Recycling-Innovationen.

### Hintergrund

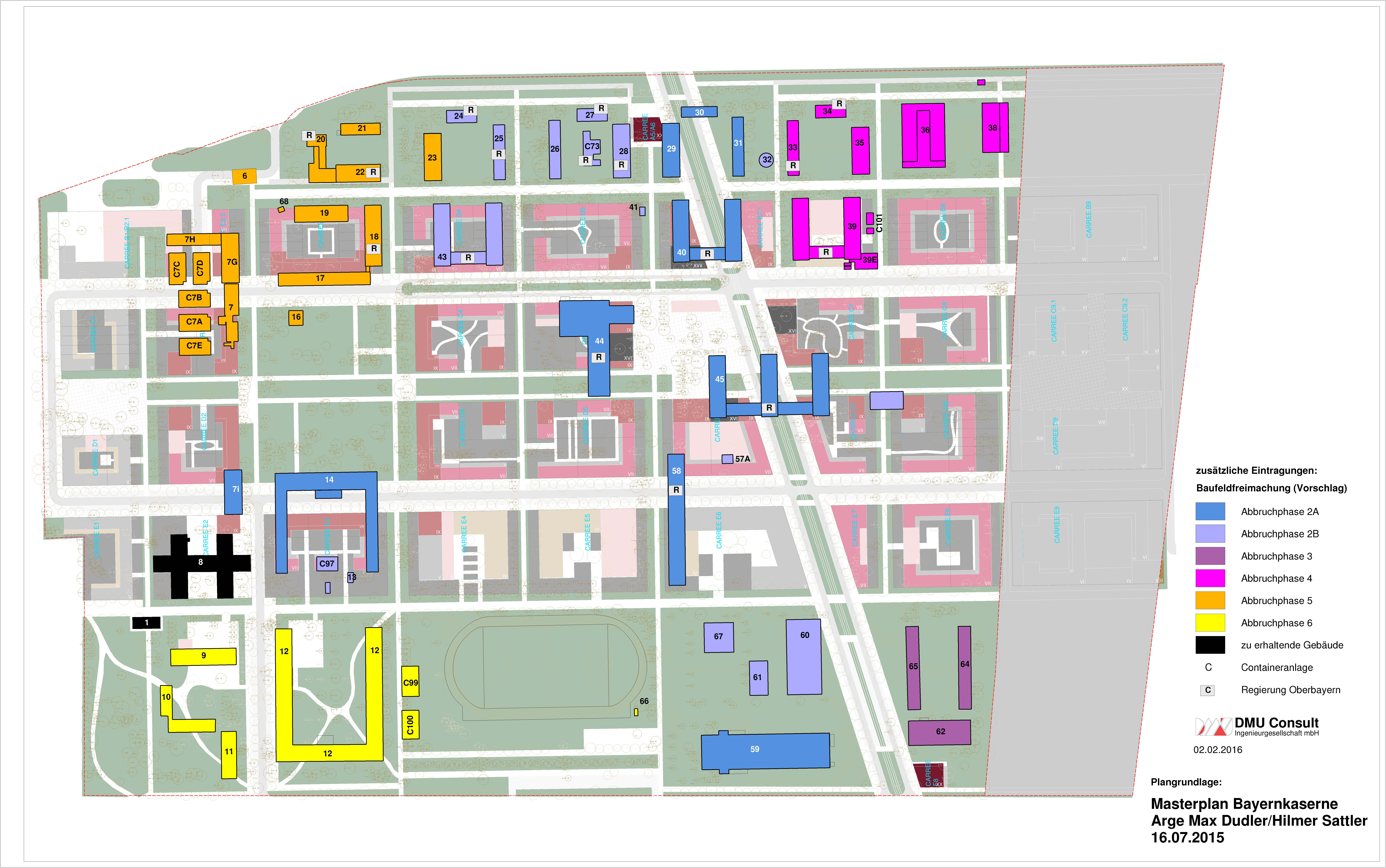
Phasenplan zur Umgestaltung der Bayernkaserne (Stand: 2016)

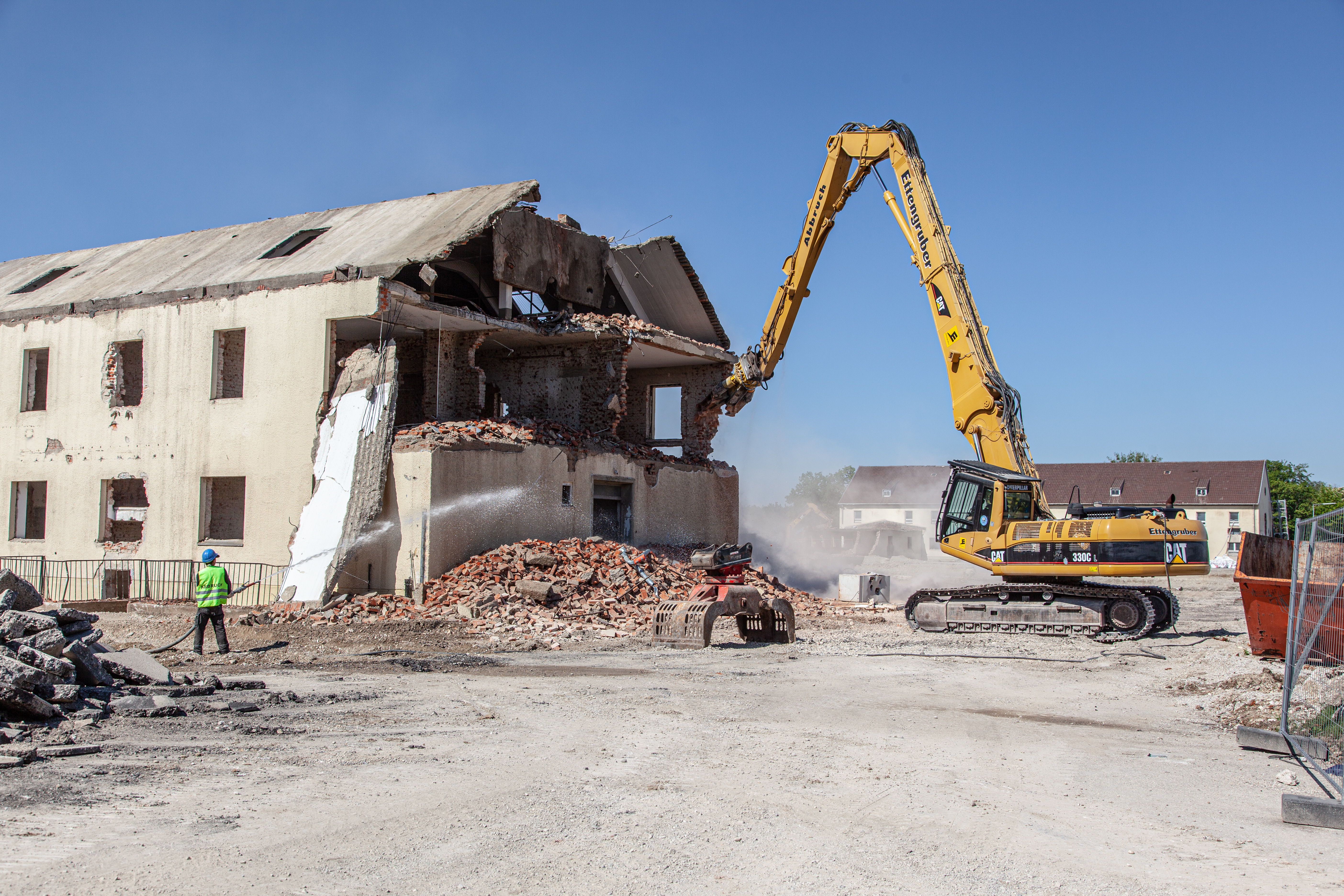
Longfront beim Abbruch G40

Auf dem Gelände der Bayernkaserne soll ein Wohnquartier für 15.000 Menschen entstehen. Bei konventioneller Vorgehensweise der Umnutzung müssten im Rahmen von Abbruch und Neubebauung ca. 6 Millionen Tonnen Mineralstoffe an- und abtransportiert werden. Durch Anwendung eines Recyclingvorgangs lässt sich die Anzahl der notwendigen Materialtransporte um ca. 20 % reduzieren. Von mehr als 1,2 Millionen Tonnen an Mineralstoffen (Bauschutt und Boden), die (allein) bei der Baufeldfreimachung entstehen, wird mindestens die Hälfte vor Ort zu hochwertigen Sekundärbaustoffen aufbereitet und bei der Neubebauung des Geländes wieder eingesetzt.
| Altsubsstanz                | Anzahl | Umbauter Raum (m3) | Fläche (m2) |
| --------------------------- | ------ | ------------------ | ----------- |
| Unterkünfte vor 1945        | 17     | 270.000            |             |
| Unterkünfte vor 1945        | 13     | 60.000             |             |
| Werkstätten/Lager nach 1970 | 30     | 200.000            |             |
| Summe                       |        | 530.000            |             |
| Rückbauphasen               |        |                    |             |
| Blau                        |        |                    | 250.000     |
| Lila                        |        |                    | 55.000      |
| Orange                      |        |                    | 130.000     |
| Gelb                        |        |                    | 45.000      |
| Summe                       |        |                    | 480.000     |

### Projektidee Baufeldfreimachung
Die Baufeldfreimachung sollte lange vor der Neubebauung stattfinden. Damit wäre es zu keiner Überschneidung von Baufeldfreimachung und Neubebauung gekommen, die das Vorhaben verkompliziert aber auch die Möglichkeit eröffnet, Synergieeffekte zu nutzen:
- Der Neubau wird in drei Bauabschnitten erfolgen, wobei der dritte von 2026 bis 2029 geplant ist. Dabei können im Bereich des dritten Bauabschnitts die Recyclinganlagen lange Zeit betrieben werden. Zugleich können die großen Lager für die RC-Baustoffe (Recycling-Baustoffe) eine Lärmschutzfunktion für die Nachbargebäude am westlichen Grundstücksrand übernehmen (Stand 2020).
- Auf dem Gelände sollen ca. 200.000 m² Grünflächen neu angelegt und 3.000 Bäume gepflanzt werden.
- Ungefähr 1.000 Bäume sollen erhalten werden. Das bedingt, dass das vorhandene Höhenniveau weitestgehend beibehalten wird.

Daraus wurde folgende Recycling-Konzeption entwickelt:
- Die Baufeldfreimachung erfolgt phasenweise über einen Zeitraum von 10 Jahren und überlagert sich zeitlich mit dem Neubau. Dadurch verstetigt sich der Stoffstrom und kann erst mit den verfügbaren Flächen logistisch bewältigt werden.
- Mit 100 % RC-Baustoffen als Gesteinskörnung wird ein R-Beton der Festigkeit C20/25 hergestellt. Er soll als Nischenprodukt im Hochbau-, Tiefbau- und Landschaftsbau eingesetzt werden.
- Aus Boden der Körnung 0/22, RC-Ziegel 0/16 und Kompost werden Unterböden für vegetationstechnische Zwecke, Rasensubstrate sowie Baumsubstrate für die geplanten Grünflächen hergestellt.
- Die Herstellung des Straßenunterbaus wird Bestandteil der Baufeldfreimachung. Unter späteren Asphaltflächen werden auch Böden eingebaut, die wegen erhöhter Schadstoffgehalte sonst entsorgt werden müssten.
- Ein großer Teil der Neubauten werden von der Stadt oder von städtischen Wohnungsbaugesellschaften errichtet. Der Stadtrat kann den Einsatz von RC-Baustoffen durch entsprechende Entscheidungen unterstützen.

### Herstellung von Recycling-Produkten
Aus den güteüberwachten Baustoffen werden Ressourcenschonender-Beton (R-Beton), Flüssigboden und Substrate hergestellt. Hierfür soll ab 2022 eine mobile Mischanlage eingesetzt werden, in der aus Auslastungsgründen sowohl R-Beton als auch Substrate gemischt werden können. Die Mischanlage wird von der Stadt angemietet. Der Betrieb der Anlage wird ausgeschrieben.

#### Ressourcenschonender-Beton

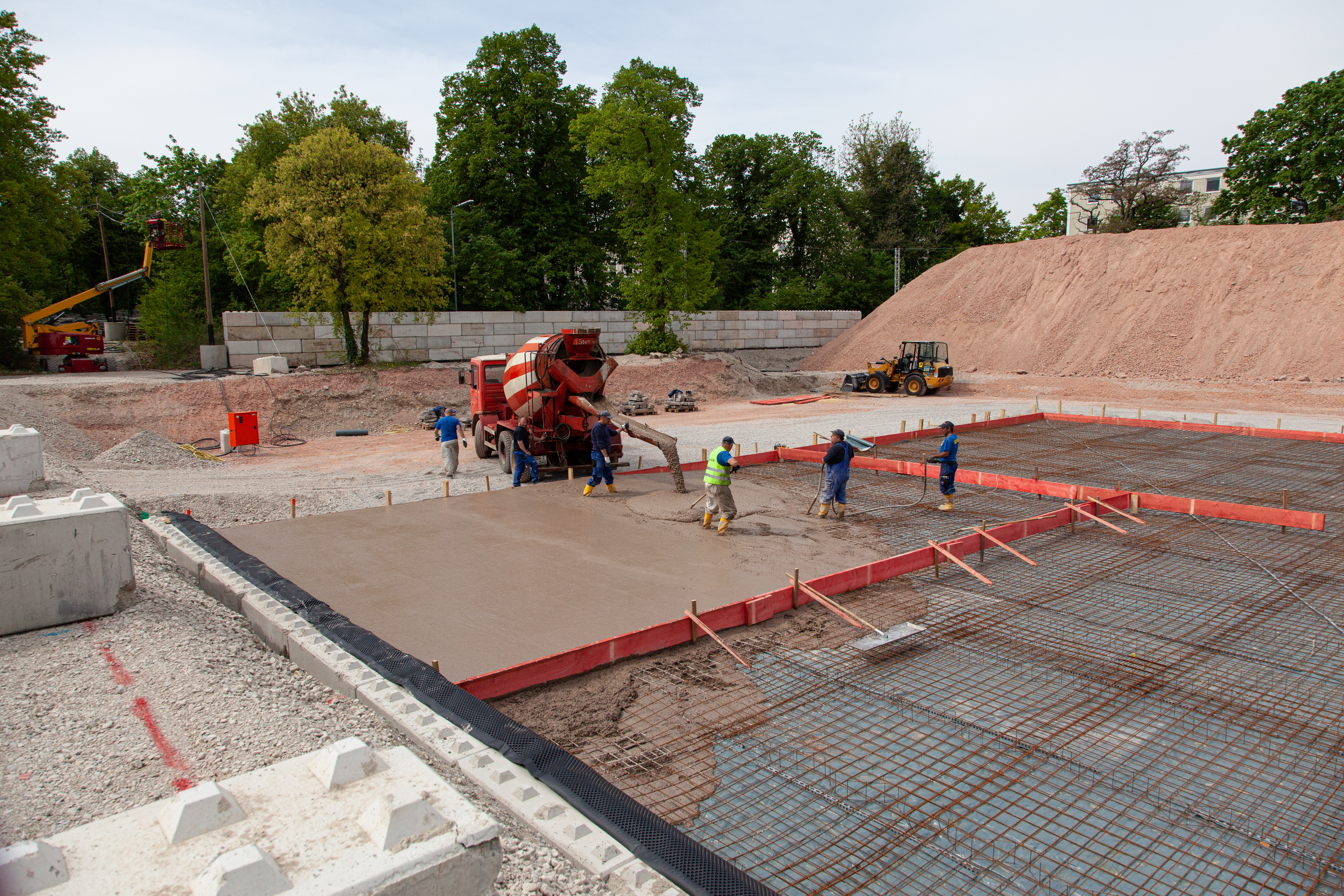
Verwendung von R-Beton

Der R-Beton wird mit 100 % Gesteinskörnung aus RC-Baustoffen der Körnung 0/16 hergestellt. Es gibt Rezepturen mit 100 % RC-Beton, 100 % RC Mix und 100 % RC-Boden. Für jede Rezeptur wird eine Zulassung im Einzelfall beantragt.

#### Substrate

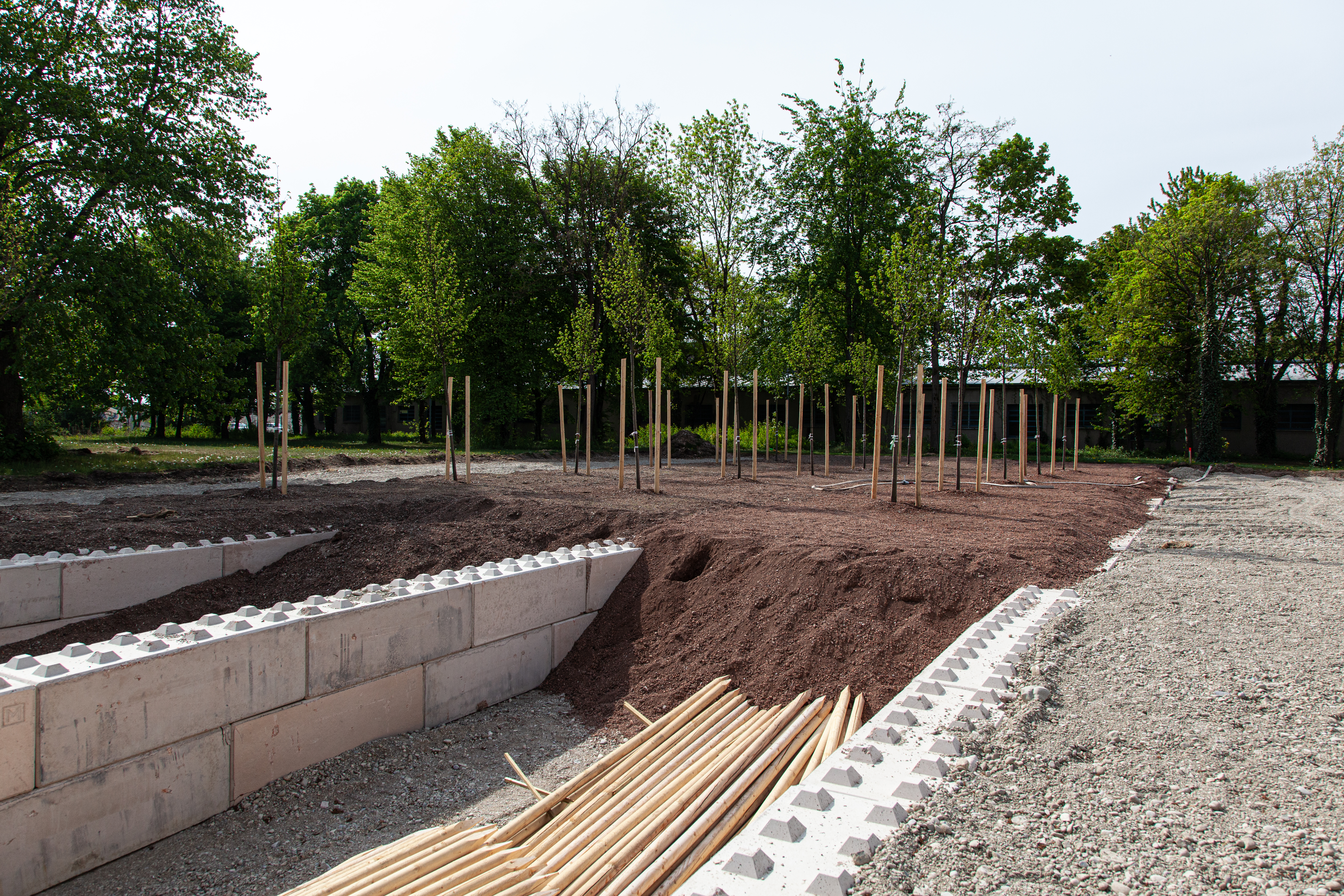
Substrate zum Pflanzbau

In den städtischen Vorschriften ist der Einsatz von RC-Baustoffen in Substraten noch nicht geregelt. Zur weiteren Erforschung wurden im Rahmen der Forschung Probemischungen hergestellt und überprüft. Zusammensetzung der Probemischungen:
- RC-Ziegel, 0/16: bis zu 75 %,
- Unterboden („Rotlage“) 0/16: bis zu 65 %,
- Oberboden (0/40): bis zu 35 %,
- Kompost: bis zu 10 %.[20]

#### Bearbeitung von Mineralstoffen

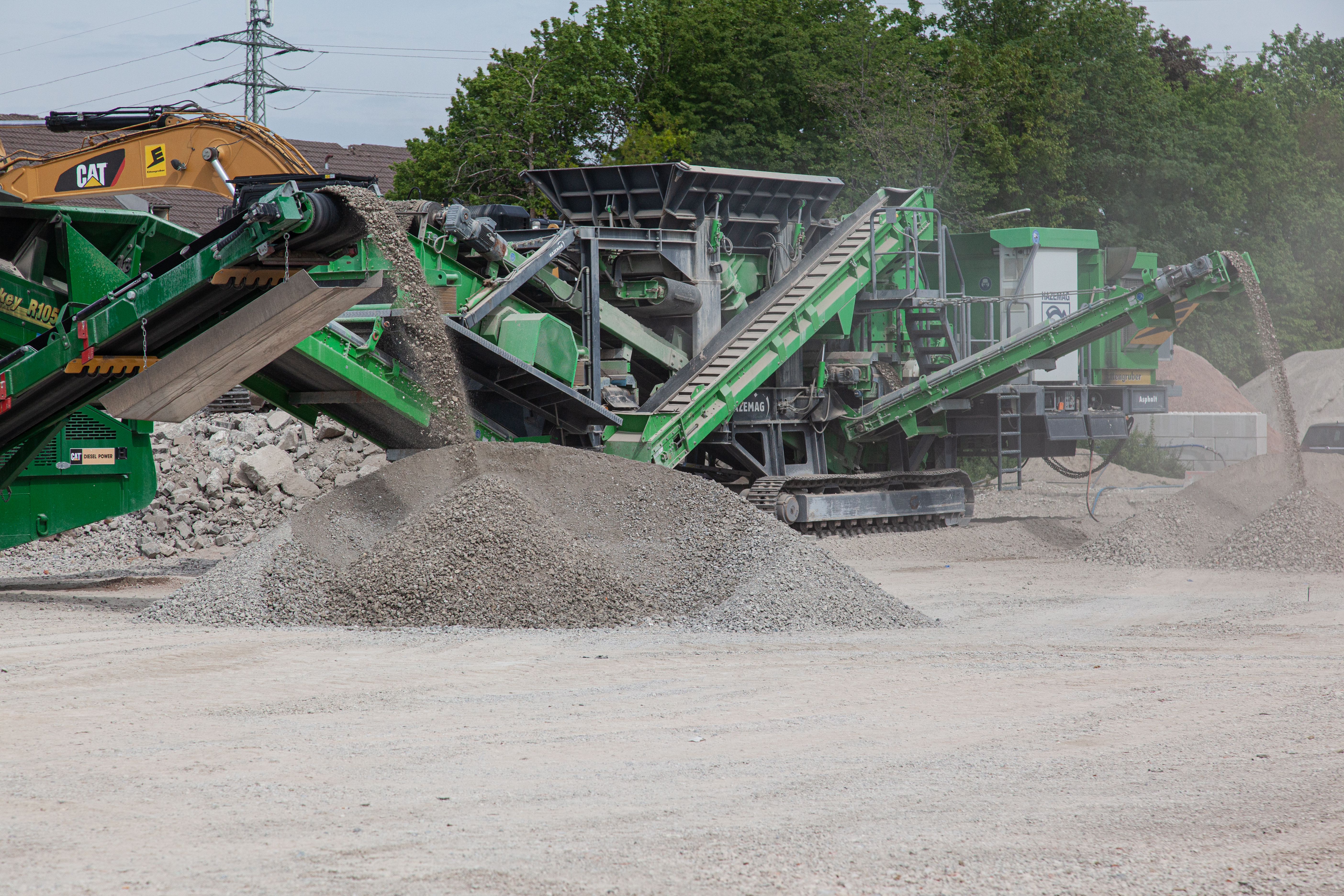
Brecher im Einsatz

Die Gebäude werden selektiv abgebrochen. In mehreren Arbeitsschritten werden mineralische Rohstoffe erzeugt, die weiter verarbeitet werden. Folgende Schritte sind erforderlich:
1. Entkernung und Schadstoffentfrachtung,
2. Entfernen der Gebäudehülle,
3. Maschineller Abbruch,
4. Brechen und Sieben des Bauschutts.

Dabei entstehen die Baustoffe RC-Beton (Anteil Betonschutt: 100 %), RC-Ziegel (Anteil Ziegelschutt: größer 50 %), RC-Mix. Alle Baustoffe werden fremdüberwacht und jetzt noch vom Verband Baustoffrecycling Bayern zertifiziert. In Kürze wird auf die QUBA GmbH umgestellt.
Aufgefüllte Böden werden mittels Siebanlagen in die Fraktionen Kies (0/22 mm), Grobkies (22/56 mm) und Steine (über 56 mm) getrennt. Aus den Fraktionen Kies und Grobkies werden Schrottanteile mittels Magnetabscheidern maschinell getrennt. Aus den Steinen wird Stahlschrott händisch aussortiert. Grobkies und Steine werden anschließend gebrochen. Auch hieraus entsteht ein Baustoffgemisch, das sowohl im Tiefbau als auch im Hochbau eingesetzt werden kann.

### Verein Rohstofflager Stadt e. V.
Die Konzeption zum Verein und dessen Wirken wurde von den Beteiligten entwickelt.

#### Forschung und Entwicklung
Zum gegenwärtigen Zeitpunkt forschen das Zentrum für Geotechnik, Zentrum für Stadtnatur und Klimaanpassung der TU München, der Lehrstuhl für Baustoffe, Bauen im Bestand, Bauchemie (Hochschule München) und die Hochschule Weihenstephan Triesdorf an dem Projekt und den darin verwendeten Methoden.